# Daniel Goldin
Daniel Goldin Halfon (Ciudad de México, 1958) es un editor, bibliotecario y escritor mexicano. De 2013 a 2019 fue director de la Biblioteca Vasconcelos de la Ciudad de México. 

## Trayectoria
Estudió Lengua y Literatura Hispánicas en la Facultad de Filosofía y Letras de la Universidad Nacional Autónoma de México. En el Fondo de Cultura Económica, tuvo a cargo por doce años las colecciones infantiles y juveniles de esa editorial. En 1991 creó el proyecto «A la orilla del viento», una de las colecciones de libros infantiles más grandes del gobierno mexicano, sumando 226 libros a 2016.
Como parte del fomento a la lectura, creó los proyectos nacionales Red de Animación a la Lectura y la colección Espacios. En la editorial Océano, creó y dirigió el sello Océano Travesía, dedicado a la literatura infantil y juvenil. Formó parte del consejo asesor de la Encuesta Nacional de Lectura, del gobierno federal mexicano. En 2004 fundó el sello Abrapalabra, sección mexicana de ediciones Serres.
Como bibliotecario, formó parte del consejo consultivo de la Biblioteca Vasconcelos de la Ciudad de México, de la cual se desempeñó como director de 2013 a 2019. Participa frecuentemente en coloquios, conferencias y talleres sobre el fomento a la cultura y la edición de libros infantiles y juveniles.

## Premios y reconocimientos
- Nominado al Premio Memorial Astrid Lindgren de fomento a la lectura[1]

- Premio Nacional Juan Pablos al mérito Editorial otorgado por la Cámara Nacional de la Industria Editorial Mexicana. (2019)

## Obras
- Los días y los libros. Divagaciones sobre la hospitalidad de la lectura (Paidós, 2006), (Kalandraka, 2024)
- Al otro lado de la página, imágenes de la lectura en México (Santillana, 2008)
- La música de las bibliotecas: política y poética de un espacio público, hoy (Biblioteca Nacional del Perú, 2021)